# Johann Georg Hasler (Politiker, 1895)
Johann Georg «Hansjörg» Hasler (* 7. Januar 1895 in Eschen; † 16. Mai 1976 in St. Gallen) war ein liechtensteinischer Politiker (VU).

## Biografie

### Ausbildung und Beruf

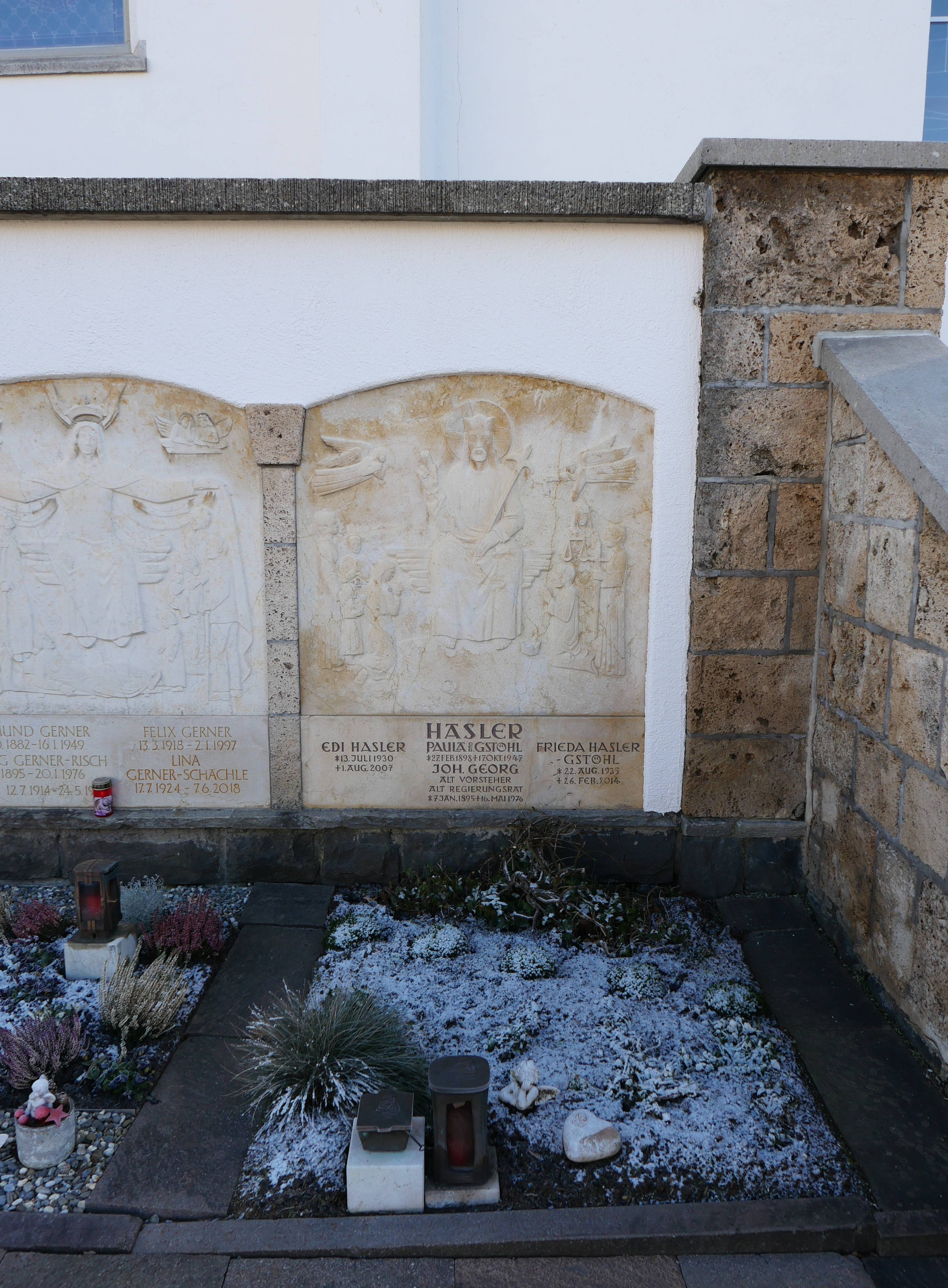
Das Familiengrab im Jahr 2025.

Johann Georg Hasler wurde 1895 als Sohn von Franz Hasler und dessen Frau Josefa (geborene Ritter) geboren. Er hatte zwei Schwestern und sechs Brüdern. Nach Beendigung der Schule absolvierte er eine Lehre als Zimmermann und arbeitete als solcher. Als sein Bruder später im Alter von 26 Jahren starb, erlernte Hasler den Bäckerberuf um die Bäckerei seines Vaters zu übernehmen. Hasler war seit dem 5. Mai 1920 Paula Gstöhl verheiratet. Aus der Ehe gingen sechs Söhne hervor. Nach seiner Hochzeit gliederte er der Bäckerei noch ein Lebensmittelgeschäft an. Nach dem Tod seiner Frau im Jahr 1947 übergab er seinem ältesten Sohn die Bäckerei, zog zu seinem jüngsten Sohn und wurde als Landwirt auf dessen Bauernhof tätig.

### Politische Karriere
Seine politische Karriere begann in der Volkspartei. Nach 1936 wurde er in der Vaterländischen Union aktiv, in der die Volkspartei aufgegangen war. Von 1939 bis 1941 war er Regierungsratstellvertreter, bevor er schliesslich von 1941 bis 1945 selbst als Regierungsrat fungierte. Hasler gehörte lange Jahre dem Landtag des Fürstentums Liechtenstein an. Als stellvertretender Abgeordneter von 1939 bis 1945, von Juni 1953 bis 1957 und von 1958 bis 1962, sowie als Abgeordneter von 1949 bis 1953 und von 1957 bis 1958.
Des Weiteren sass er von 1941 bis 1944 im Verwaltungsrat der Press- und Stanzwerk AG, war von 1945 bis 1955 Mitglied im Landesschulrat und gehörte von 1947 bis 1959 den Verwaltungsrat der Liechtensteinischen Kraftwerke an. Von 1951 bis 1963 bekleidete er das Amt des Gemeindevorstehers von Eschen.
Hasler starb an den Folgen einer Oberschenkelhalsbruchoperation im Kantonsspital St. Gallen. Er fand seine letzte Ruhestätte an der Seite seiner Frau auf dem Friedhof von Eschen. Der fünfte Sohn des Ehepaares, Edi (1930–2007), und dessen Ehefrau Frieda (1935–2014), die wie die Schwiegermutter eine geborene Gstöhl war, wurden in dem gleichen Grab bestattet.